# János György
János György, Schőn (Debrecen, 1914. október 9. – Budapest, 1978. október 30.) orvos vezérőrnagy, sebész, traumatológus, honvéd tábornok, az orvostudományok kandidátusa (1962).

## Élete
Schőn Artúr debreceni nagykereskedő és Engländer Teréz gyermekeként született zsidó családban. Tanulmányait a debreceni Tisza István Tudományegyetemen végezte, ahol 1938-ban általános orvosi oklevelet szerzett. Ezután a Pesti Izraelita Hitközség Szabolcs Utcai Kórház Sebészeti és Ortopédiai Osztályának gyakornoka lett. 1941-ben belépett a Magyarországi Szociáldemokrata Pártba. 1942-től munkaszolgálatos volt, majd a következő évben szovjet hadifogságba esett és csak 1948-ban tért haza. Hazatérése után orvos-őrnagy, 1950–1951-ben a Budapesti Orvostudományi Egyetem III. számú Sebészeti Klinika Funkcionális Kezelési Osztályán Petrovszkij tanársegéde, 1951–1952-ben a koreai Rákosi Mátyás hadikórház ortopéd- és sebész szakorvosa volt. 1952-től 1955-ig a Központi Katonai Kórház osztályvezető főorvosaként, 1955–1957 között a kórházparancsnok tudományos helyetteseként működött. 1957 és 1977 között ezredesi, illetve orvos-vezérőrnagyi rangban a Kórház parancsnoka volt. 1977-től haláláig az Orvostovábbképző Intézet Honvédelmi Egészségügyi Intézete intézetigazgató egyetemi tanára. 1962-ben megkapta a kandidátusi fokozatot. Tábori sebészettel, végtag- és hasisebészettel, a háborús sérültek, a lőtt sebek korszerű komplex egészségügyi, általános, illetve ortopédsebészi kérdéseivel foglalkozott. Orosz nyelvű ideológiai könyveket is ültetett át magyarra. Tagja volt az Orvos és Technika című folyóirat szerkesztőbizottságának.
Házastársa Sebestyén Éva (1918–2003) volt, dr. Sebestyén Lipót ügyvéd és Keleti Erzsébet lánya, akit 1948. augusztus 14-én Debrecenben vett nőül. Két gyermekük született, József (1949-) és Éva (1951-).
A Farkasréti temetőben nyugszik.

## Főbb művei
- A vérátömlesztés napjainkban (Budapest, 1950)
- A sebesültek komplex kezelése (Honvédorvos, 1950)
- Fedett hasi sérülések. Robitsek Ferenccel. (Honvédorvos, 1951)
- A sérültek korszerű ellátásának kérdései (Orvosi Hetilap, 1951. 20.)
- Vérátömlesztés a tábori sebészetben (Honvédorvos, 1951 és Orvosi Hetilap, 1952. 3.)
- Sérültek korszerű gyógyítása. A komplex funkcionális kezelés alapjai. Monográfia. (Budapest, 1952)
- A Nagy Honvédő Háború orvosi tapasztalatainak feldolgozása (Katonaorvosi Szemle, 1953)
- Adatok a lőtt sérüléses eredetű idült csontvelőgyulladások kezeléséhez (Katonaorvosi Szemle, 1954)
- A szovjet orvostudomány hatása a magyar sebészet és tábori sebészet fejlődésére (Katonaorvosi Szemle, 1955)
- A munkábaállítás a térdízület lágyrészsérülései után. Herczegh Miklóssal. (Katonaorvosi Szemle, 1956)
- Kórházi tapasztalatok tömeges lőtt sérülések ellátása terén (Honvédorvos, 1958)
- Csonttörések gyógyulása teljes test röntgenbesugárzása után. Előd Imrével, Than Ferenccel. (Honvédorvos, 1960)
- Sebészi munka szervezése korszerű tábori viszonyok között. Kandidátusi értekezés. (Budapest, 1961)
- Égési sérülések. Tanulmánygyűjtemény. Szerk. Novák Jánossal. (Budapest, 1966, 2. kiadás: 1967)
- A katonaorvosok szerepe a magyar orvostudomány fejlődésében a felszabadulástól napjainkig (Honvédelem, 1976)

### Fordításai
- L. I. German: A harcos egyház filozófiája (Marxista ismeretek kiskönyvtára. 10. Budapest, 1949)
- G. V. Alexandrov: Polgári film a reakció szolgálatában (Marxista ismeretek kiskönyvtára. 21. Budapest, 1949)
- I. D. Laptyev: A kolhozrendszer ereje és életrevalósága (Marxista ismeretek kiskönyvtára. 22. Budapest, 1949)
- G. V. Alexandrov: A polgári társadalomtudomány csődje (Marxista ismeretek kiskönyvtára. 29. Budapest, 1949)
- B. A. Csagin: A filozófia pártszerűsége és a polgári objektivizmus elleni harc (Marxista ismeretek kiskönyvtára. 34. Budapest, 1949)

## Díjai, elismerései
- Magyar Népköztársasági Érdemérem arany fokozata (1951)
- Magyar Népköztársasági Érdemrend IV. fokozata (1952)
- Kiváló orvos (1963)
- Szocialista Hazáért Érdemrend